# 悬闪蛛
悬闪蛛（学名：Heliophanus dubius）为跳蛛科闪蛛属的动物。分布于阿尔巴尼亚、法国、波兰、西班牙、瑞士、俄罗斯、蒙古以及中国大陆的吉林等地。